# Чемпіонат світу з футболу 2018 (кваліфікаційний раунд, УЄФА, група F)
Кваліфікаційний раунд чемпіонату світу з футболу 2018 в зоні УЄФА у Групі F визначить учасника ЧС-2018 у Росії від УЄФА.

## Турнірна таблиця
| М  | Команда    | І  | В | Н | П | МЗ | МП | РМ  | О  |
| -- | ---------- | -- | - | - | - | -- | -- | --- | -- |
| 1. | Англія     | 10 | 8 | 2 | 0 | 18 | 3  | +15 | 26 |
| 2. | Словаччина | 10 | 6 | 0 | 4 | 17 | 7  | +10 | 18 |
| 3. | Шотландія  | 10 | 5 | 3 | 2 | 17 | 12 | +5  | 18 |
| 4. | Словенія   | 10 | 4 | 3 | 3 | 12 | 7  | +5  | 15 |
| 5. | Литва      | 10 | 1 | 3 | 6 | 7  | 20 | −13 | 6  |
| 6. | Мальта     | 10 | 0 | 1 | 9 | 3  | 25 | −22 | 1  |

## Розклад матчів

### 1 тур
| 4 вересня 2016 18:00 (19:00 UTC+3) |

| Литва                 | 2 – 2       | Словенія              |
| --------------------- | ----------- | --------------------- |
| Черних 32' Сливка 34' | Звіт(англ.) | Крхін 77' Цесар 90+3' |

| ЛФФ, Вільнюс Глядачів: 4 114 Арбітр: Артур Соареш Діаш (Португалія) |

| 4 вересня 2016 18:00 (18:00 UTC+2) |

| Словаччина | 0 – 1       | Англія        |
| ---------- | ----------- | ------------- |
|            | Звіт(англ.) | Лаллана 90+5' |

| Стадіон Антона Малатинського, Трнава Глядачів: 18,111 Арбітр: Милорад Мажич (Сербія) |

| 4 вересня 2016 20:45 (20:45 UTC+2) |

| Мальта      | 1 – 5       | Шотландія                                                   |
| ----------- | ----------- | ----------------------------------------------------------- |
| Еффіонг 14' | Звіт(англ.) | Снодграсс 10', 61' (пен.), 84' К. Мартін 53' С. Флетчер 78' |

| Національний стадіон, Та'Калі Глядачів: 15 609 Арбітр: Євген Арановський (Україна) |

### 2 тур
| 8 жовтня 2016 18:00 (17:00 UTC+1) |

| Англія                | 2 – 0       | Мальта |
| --------------------- | ----------- | ------ |
| Старрідж 29' Аллі 38' | Звіт(англ.) |        |

| Вемблі, Лондон Глядачів: 81 781 Арбітр: Стефан Йоганнесон (Швеція) |

| 8 жовтня 2016 20:45 (19:45 UTC+1) |

| Шотландія    | 1 – 1       | Литва      |
| ------------ | ----------- | ---------- |
| Макартур 89' | Звіт(англ.) | Черних 59' |

| Гемпден-Парк, Глазго Глядачів: 35 966 Арбітр: Тобіас Штілер (Німеччина) |

| 8 жовтня 2016 20:45 (20:45 UTC+2) |

| Словенія       | 1 – 0       | Словаччина |
| -------------- | ----------- | ---------- |
| Кронаветер 74' | Звіт(англ.) |            |

| Стадіон Стожице, Любляна Глядачів: 10 492 Арбітр: Нікола Ріццолі (Італія) |

### 3 тур
| 11 жовтня 2016 20:45 (21:45 UTC+3) |

| Литва                           | 2 – 0       | Мальта |
| ------------------------------- | ----------- | ------ |
| Черних 76' Новиковас 84' (пен.) | Звіт(англ.) |        |

| ЛФФ, Вільнюс Арбітр: Хесус Хіль Мансано (Іспанія) |

| 11 жовтня 2016 20:45 (20:45 UTC+2) |

| Словаччина             | 3 – 0       | Шотландія |
| ---------------------- | ----------- | --------- |
| Мак 18', 56' Немец 68' | Звіт(англ.) |           |

| Стадіон Антона Малатинського, Трнава Арбітр: Мартін Стрембергссон (Швеція) |

| 11 жовтня 2016 20:45 (20:45 UTC+2) |

| Словенія | 0 – 0       | Англія |
| -------- | ----------- | ------ |
|          | Звіт(англ.) |        |

| Стадіон Стожице, Любляна Арбітр: Деніц Айтекін (Німеччина) |

### 4 тур
| 11 листопада 2016 20:45 (19:45 UTC±0) |

| Англія                              | 3 – 0       | Шотландія |
| ----------------------------------- | ----------- | --------- |
| Старрідж 23' Лаллана 50' Кегілл 61' | Звіт(англ.) |           |

| Вемблі, Лондон Арбітр: Джюнейт Чакир (Туреччина) |

| 11 листопада 2016 20:45 (20:45 UTC+1) |

| Мальта | 0 – 1       | Словенія   |
| ------ | ----------- | ---------- |
|        | Звіт(англ.) | Вербич 47' |

| Національний стадіон, Та'Калі Арбітр: Павел Рачковський (Польща) |

| 11 листопада 2016 20:45 (20:45 UTC+1) |

| Словаччина                                | 4 – 0       | Литва |
| ----------------------------------------- | ----------- | ----- |
| Немец 12' Куцка 15' Шкртел 36' Гамшик 86' | Звіт(англ.) |       |

| Стадіон Антона Малатинського, Трнава Арбітр: Анастасіос Сідіропулос (Греція) |

### 5 тур
| 26 березня 2017 18:00 (17:00 UTC+1) |

| Англія             | 2 – 0                   | Литва |
| ------------------ | ----------------------- | ----- |
| Дефо 22' Варді 66' | Звіт (FIFA) Звіт (UEFA) |       |

| Вемблі, Лондон Глядачів: 77 690 Арбітр: Рудді Буке (Франція) |

| 26 березня 2017 20:45 (20:45 UTC+2) |

| Мальта       | 1 – 3                   | Словаччина                    |
| ------------ | ----------------------- | ----------------------------- |
| Фаггуріа 14' | Звіт (FIFA) Звіт (UEFA) | Вайсс 2' Грегуш 41' Немец 84' |

| Національний стадіон, Та'Калі Арбітр: Алі Палабюйк (Туреччина) |

| 26 березня 2017 20:45 (19:45 UTC+1) |

| Шотландія     | 1 – 0                   | Словенія |
| ------------- | ----------------------- | -------- |
| К. Мартін 88' | Звіт (FIFA) Звіт (UEFA) |          |

| Гемпден-Парк, Глазго Арбітр: Бйорн Кейперс (Нідерланди) |

### 6 тур
| 10 червня 2017 18:00 (17:00 UTC+1) |

| Шотландія         | 2 – 2                   | Англія                           |
| ----------------- | ----------------------- | -------------------------------- |
| Гриффітс 87', 90' | Звіт (FIFA) Звіт (UEFA) | Окслейд-Чемберлен 70' Кейн 90+3' |

| Гемпден-Парк, Глазго Арбітр: Паоло Тальявенто (Італія) |

| 10 червня 2017 18:00 (18:00 UTC+2) |

| Словенія                   | 2 – 0                   | Мальта |
| -------------------------- | ----------------------- | ------ |
| Іличич 45+2' Новакович 84' | Звіт (FIFA) Звіт (UEFA) |        |

| Стадіон Стожице, Любляна Арбітр: Саймон Лі Еванс (Уельс) |

| 10 червня 2017 20:45 (21:45 UTC+3) |

| Литва        | 1 – 2                   | Словаччина           |
| ------------ | ----------------------- | -------------------- |
| Шярнас 90+3' | Звіт (FIFA) Звіт (UEFA) | Вайсс 32' Гамшик 58' |

| ЛФФ, Вільнюс Арбітр: Мануель Грефе (Німеччина) |

### 7 тур
| 1 вересня 2017 20:45 (21:45 UTC+3) |

| Литва | 0 - 3                   | Шотландія                                |
| ----- | ----------------------- | ---------------------------------------- |
|       | Звіт (FIFA) Звіт (UEFA) | Армстронг 25' Робертсон 30' Макартур 72' |

| ЛФФ, Вільнюс Глядачів: 5,067 Арбітр: Карлос дель Серро Гранде (Іспанія) |

| 1 вересня 2017 20:45 (20:45 UTC+2) |

| Мальта | 0 - 4                   | Англія                                    |
| ------ | ----------------------- | ----------------------------------------- |
|        | Звіт (FIFA) Звіт (UEFA) | Кейн 53', 90+2' Бертранд 86' Велбек 90+1' |

| Національний стадіон, Та'Калі Глядачів: 16,994 Арбітр: Артур Соареш Діаш (Португалія) |

| 1 вересня 2017 20:45 (20:45 UTC+2) |

| Словаччина     | 1 - 0                   | Словенія |
| -------------- | ----------------------- | -------- |
| Мевля 81' (аг) | Звіт (FIFA) Звіт (UEFA) |          |

| Стадіон Антона Малатинського, Трнава Глядачів: 16,896 Арбітр: Антоніо Матео Лаос (Іспанія) |

### 8 тур
| 4 вересня 2017 20:45 (19:45 UTC+1) |

| Англія               | 2 – 1                   | Словаччина |
| -------------------- | ----------------------- | ---------- |
| Даєр 37' Рашфорд 59' | Звіт (FIFA) Звіт (UEFA) | Лоботка 3' |

| Вемблі, Лондон Глядачів: 67,823 Арбітр: Клеман Тюрпен (Франція) |

| 4 вересня 2017 20:45 (19:45 UTC+1) |

| Шотландія             | 2 – 0                   | Мальта |
| --------------------- | ----------------------- | ------ |
| Берра 9' Гріффітс 49' | Звіт (FIFA) Звіт (UEFA) |        |

| Гемпден-Парк, Глазго Глядачів: 26,371 Арбітр: Якоб Кехлет (Данія) |

| 4 вересня 2017 20:45 (20:45 UTC+2) |

| Словенія                                           | 4 – 0                   | Литва |
| -------------------------------------------------- | ----------------------- | ----- |
| Іличич 25' (пен.), 61' (пен.) Вербич 82' Бірса 90' | Звіт (FIFA) Звіт (UEFA) |       |

| Стадіон Стожице, Любляна Глядачів: 6,230 Арбітр: Іштван Ковач (Румунія) |

### 9 тур
| 5 жовтня 2017 20:45 (19:45 UTC+1) |

| Англія     | 1 – 0                   | Словенія |
| ---------- | ----------------------- | -------- |
| Кейн 90+4' | Звіт (FIFA) Звіт (UEFA) |          |

| Вемблі, Лондон Глядачів: 61,598 Арбітр: Фелікс Цваєр (Німеччина) |

| 5 жовтня 2017 20:45 (20:45 UTC+2) |

| Мальта    | 1 – 1                   | Литва      |
| --------- | ----------------------- | ---------- |
| Агіус 23' | Звіт (FIFA) Звіт (UEFA) | Сливка 53' |

| Національний стадіон, Та'Калі Глядачів: 3,431 Арбітр: Завен Говганнісян (Вірменія) |

| 5 жовтня 2017 20:45 (19:45 UTC+1) |

| Шотландія       | 1 – 0                   | Словаччина |
| --------------- | ----------------------- | ---------- |
| Шкртел 89' (аг) | Звіт (FIFA) Звіт (UEFA) |            |

| Гемпден-Парк, Глазго Глядачів: 46,773 Арбітр: Милорад Мажич (Сербія) |

### 10 тур
| 8 жовтня 2017 18:00 (19:00 UTC+3) |

| Литва | 0 – 1                   | Англія          |
| ----- | ----------------------- | --------------- |
|       | Звіт (FIFA) Звіт (UEFA) | Кейн 27' (пен.) |

| ЛФФ, Вільнюс Глядачів: 5,067 Арбітр: Орел Грінфельд (Ізраїль) |

| 8 жовтня 2017 18:00 (18:00 UTC+2) |

| Словаччина              | 3 – 0                   | Мальта |
| ----------------------- | ----------------------- | ------ |
| Немец 33', 62' Дуда 69' | Звіт (FIFA) Звіт (UEFA) |        |

| Стадіон Антона Малатинського, Трнава Глядачів: 17,774 Арбітр: Паоло Маццолені (Італія) |

| 8 жовтня 2017 18:00 (18:00 UTC+2) |

| Словенія        | 2 – 2                   | Шотландія                  |
| --------------- | ----------------------- | -------------------------- |
| Безьяк 52', 72' | Звіт (FIFA) Звіт (UEFA) | Гріффітс 32' Снодграсс 88' |

| Стадіон Стожице, Любляна Глядачів: 11,123 Арбітр: Йонас Ерікссон (Швеція) |

## Бомбардири
5 голів
- Гаррі Кейн
- Адам Немец

4 голи
- Лі Гріффітс
- Роберт Снодграсс